# Zvonimir Franjković
Zvonimir Franjković je hrvatski publicist. Dragovoljac je Domovinskog rata. Umirovljen je u činu kapetana bojnog broda.
U knjizi Iz rata u mir bavi se Hrvatima u BiH. Vremenski obuhvaća razdoblje od razdoblja neposredno pred agresiju na bh. Hrvate sve do iza rata, kad su osnovane dragovoljačke i veteranske udruge. Unutar toga bavi se okolnostima u kojima su se našli Hrvatska i bh. Hrvati, kad vlasti u BiH su izjavljivale da ne znaju tko je agresor u Hrvatskoj, kad je vrh vlasti u BiH olako odricao krvoprolića i agresiju na Hrvatsku "da to ne bi bio njihov rat", čak i u trenutcima kad je rat zahvatio BiH (sranjivanje i spaljivanje Unišla i Ravnog). Kronološki dalje ide izlazak goloruka narode pred tenkove na Pologu, stvaranje HVO, HZ HB, proglašenje HR HB sve do mirovnih sporazuma.
U knjizi Balkan u crnini bavi se uzrocima i okolnostima rata za hrvatsku samostalnost. Pored toga, bavi se i borbama u BiH. U knjizi govori o zbivanjima nakon rata koja su rastočila hrvatsku državu: kriminal u pretvorbi i privatizaciji, rasprodaji Hrvatske, političarima svih političkih boja koja su svoje interese stavile ispred interesa države Hrvatske.
U knjizi U obrani domovine bavi se manje poznatim i namjerno prešućivanim događajima koji su se zbili na području bivše Jugoslavije. Osim toga, u knjigama opisuje kakav je rat vodio hrvatski narod u Hrvatskoj i BiH od 1991. do 1995. godine. 
U knjigama je dokumentirao nesrazmjernu podzastupljenost hrvatskog osoblja u JNA, koja je bila tolika da je to išlo do mjere marginalizacije, te prezastupljenosti srpskog osoblja s druge strane. Opisao je kako je odlazak dijela hrvatskih dočasnika i časnika iz JNA zadao udarac toj vojsci te kako su domaće izdajice i velikosrbi išli stvarati novu JA, bez ostalih naroda. 
U djelima je opisao sudjelovanje iseljenih Hrvata u obrani Hrvatske, zatim nehrvata iz JNA, dragovoljaca iz inih republika i pokrajina bivše SFRJ i izvan bivše Jugoslavije.

## Djela
- Iz rata u mir, 2007.
- Balkan u crnini
- U obrani domovine, 2011.